# 2012 en économie (activité humaine)
| • Chronologie générale de l'économie • |

| • Chronologie générale de l'économie • |

| Années de l'économie : 2009 - 2010 - 2011 - 2012 - 2013 - 2014 - 2015    |
| Décennies de l'économie : 1980 - 1990 - 2000 - 2010 - 2020 - 2030 - 2040 |

Cet article présente les faits marquants de l'année 2012 en économie.

## Événements
Pour la première fois en 2012, la production des pays en développement a dépassé celle des pays développés. Il s'agit d'un événement majeur qui marque un tournant dans l'histoire de la mondialisation.
- été 2012 : GooPhone plagie la technologie de l'iPhone 5 d'Apple.